# Waikaia
La ville de Waikaia, est une localité de la région du Southland dans l’Île du Sud de la Nouvelle-Zélande.

## Toponymie
La ville de Waikaia était autrefois connue sous le nom de 'Switzers'.

## Situation
La ville est située dans le  district de Southland et est gérée par le 'Waikaia Community Development Area Sub-committee'.

## Accès
À partir de l’année 1909 et jusqu’en 1959, ce fut le terminus de l’embranchement du chemin de fer de la ligne de Waikaia (en).

## Caractéristiques
Les installations de la ville comprennent un musée, auquel est attaché l'iconique "bottle house", construite à partir d'approximativement 20,000 bouteillesde vin.